# Ропалце
Ропалце, Ропалци или Раполце (на македонска литературна норма: Ропалце; на албански: Ropalca, Ропалца) е село в Северна Македония, в община Липково.

## География
Селото е разположено в западните поли на Скопска Църна гора в областта Жеглигово, в долината на Вищичкия поток. Махалите са Асанска, Демирска и Дернянска.

## История
Според местни предания част от селото е била вакъф. Йован Трифуноски пише, че родът Демир в Раполце е приел исляма в първата половина на XIX век, а родовете Асанови и Дернян по произход са от Северна Албания. Асанови носят името на основателя на рода, а Дернянци - по мястото в областта Мати, откъдето произхождат.
В 1861 година Йохан фон Хан на етническата си карта на долината на Българска Морава отбелязва Ропалце като албанско село. В края на XIX век Ропалце е албанско село в Кумановска каза на Османската империя. Според статистиката на Васил Кънчов („Македония. Етнография и статистика“) от 1900 г. Ропарци е село, населявано от 220 арнаути мохамедани.
По време на българското управление на Вардарска Македония през Първата световна война Рапалци е част от Матейшка община в Кумановска околия и има 320 жители. След войната някои от мюсюлманските семейства се изселват в Скопие, Куманово и Турция, а в селото се заселват християнски семейства - Момичи от Босна (1921 г.), Митреви от Барбаце (1924 г.), Стоянович (1927 г.) и Близнакови (1929 г.) от Шумата Търница, Станисав (1929 г.) и Антеви (1934 г.)
През 40-те години на XX век в селото има 9 рода и 59 къщи.
Според преброяването от 2002 година селото има 1373 жители.
| Националност     | Всичко |
| северномакедонци | 1      |
| албанци          | 1355   |
| турци            | 0      |
| роми             | 0      |
| власи            | 0      |
| сърби            | 7      |
| бошняци          | 0      |
| други            | 10     |